# Bacanius verschureni
Bacanius verschureni är en skalbaggsart som beskrevs av Thérond 1959. Bacanius verschureni ingår i släktet Bacanius och familjen stumpbaggar. Inga underarter finns listade i Catalogue of Life.